# Longère
Pour bande de terre agricole, voir Longère (agriculture).

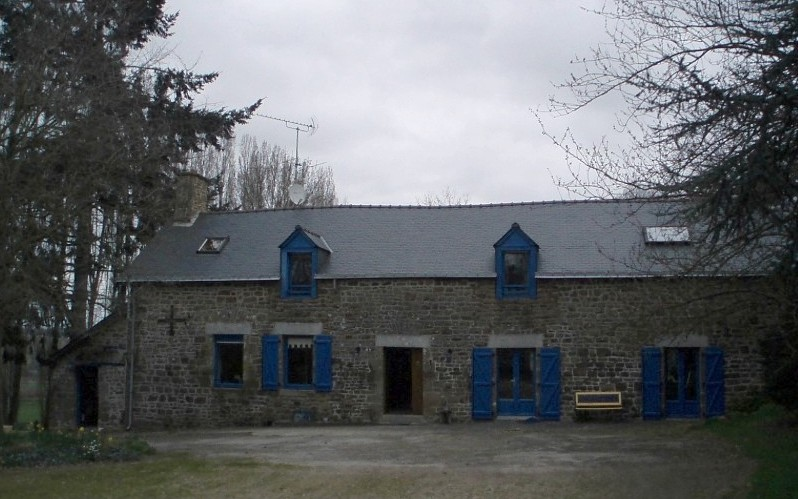
Longère à Ernée (Mayenne).

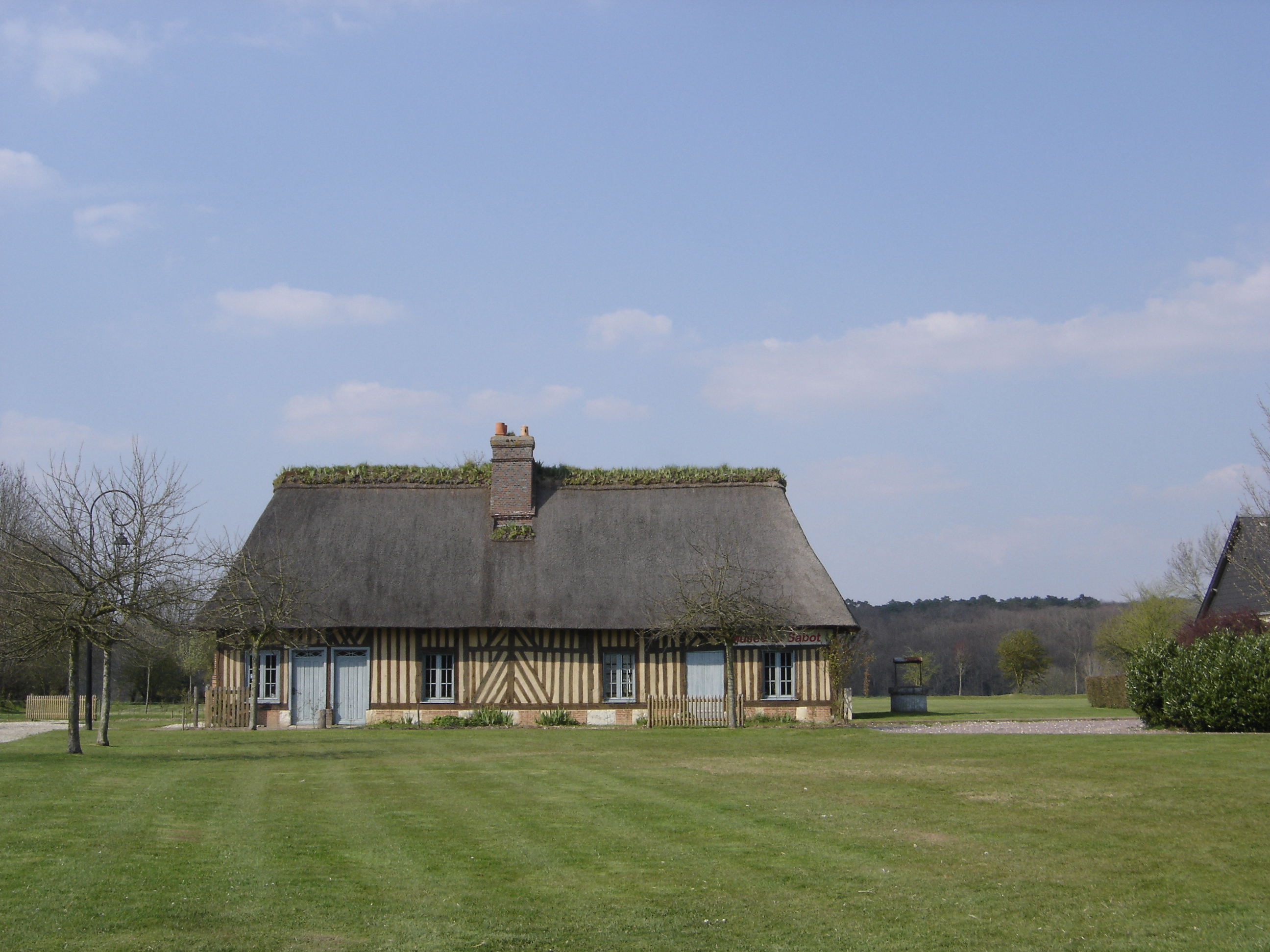
Longère à La Haye-de-Routot, Eure (Normandie orientale).

La longère est, en architecture rurale, une habitation étroite, à développement en longueur selon l’axe de la faîtière, aux accès généralement en gouttereau (mais parfois en pignon). Répandues dans de nombreuses régions françaises, les longères étaient de manière générale l'habitat des petits paysans et artisans.
Cette acception coexiste avec celle, toujours employée, « de mur long » ou « mur gouttereau » d’un édifice, que ce soit une église ou une maison, en Basse-Bretagne. Pour une maison rurale, on parle de la « longère de devant » pour désigner le gouttereau-façade, par opposition à la « longère de derrière » pour désigner le gouttereau arrière.
Une autre acception est celle, dans la langue des géographes, de « rangée » ou « alignement » de logis contigus – avec pour synonymes « hameau-rangée » ou « barre » –, désignant un type d'habitat rural en Bretagne associé à des champs ouverts, en lanières ou rubans, exploités communautairement jusque dans la deuxième moitié du XIXe siècle.

## Origine et évolution du terme

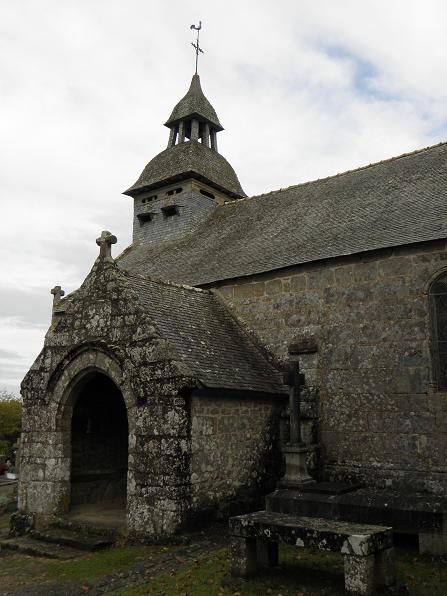
Porche et longère (mur gouttereau) sud de l'église Saint-Martin du Tiercent (Ille-et-Vilaine).

Le terme de « longère » est largement utilisé dans la littérature spécialisée mais dans des acceptions différentes qui en rendent parfois l'interprétation délicate.

### Sens de «mur gouttereau»
Marcel Lachiver, dans son Dictionnaire du monde rural (1997), donne l'acception de « mur gouttereau » outre celle, « En Poitou », de « bande de terre, ou de pré, longue et étroite, en bordure d'un chemin ou d'un bois ».
En Bretagne, sous l'Ancien Régime, dans une maison, la « longère de devant » était le gouttereau avant, la façade (sauf lorsque l'entrée était en pignon), tandis que la « longère de derrière » était le gouttereau arrière.
Ce sens de « mur gouttereau » se rencontre chez des érudits du XIXe siècle. Dans Anciens évêchés de Bourgogne (1855), J. Geslin de Bourgogne évoque « la longère nord encore existante » d'une église. Dans son Répertoire archéologique du département du Morbihan (1863), Louis Théophile M. Rosenzweig parle d'un « appentis, au nord, [qui] cachait jusqu'à ces dernières années une longère en petit appareil ».
« Longère » continue à être employé, au début du XXIe siècle, comme synonyme de « gouttereau », par les spécialistes de l'architecture religieuse bretonne.

### Sens de «maison à développement en longueur»
En 1995, le terme, pris dans l'acception de « maison à développement en longueur », figure dans le livre Les mots de la maison, publié aux éditions Eyrolles : « Longère nf. Désigne une maison rurale étroite, de plain-pied, à développement en longueur. [...]. Angl. lengthwise house ».

### Sens de «rangée de maisons et d'annexes»
Le terme de « maison en longueur » ou « longère » est utilisé très fréquemment par les géographes français, depuis Jean Brunhes et Albert Demangeon, pour décrire en général une rangée bien rectiligne de bâtiments de ferme comprenant une ou plusieurs maisons. Le géographe britannique Gwyn I. Meirion-Jones, qui note cet usage dans un livre paru en 1982 sur l'architecture vernaculaire de la Bretagne, ajoute qu'il vaut mieux éviter ces termes car « imprécis et non scientifiques ».
En 1985, les auteurs du volume Bretagne du Corpus de l'architecture rurale française attirent l'attention sur le sens à géométrie variable du terme « longère » dans le « vocabulaire des publications spécialisées » : « dans les publications sur l'architecture rurale des provinces de l'ouest, le mot « longère » s'applique généralement à des ensembles de bâtiments contigus sans qu'il soit présumé de leur éventuel lien organique. Il désigne alors parfois un hameau-rangée, une seule et même unité d'exploitation ou encore une maison longue ». Le « hameau-rangée », dans la langue des géographes, est, en Bretagne, un alignement de plusieurs maisons contiguës, chacune comprenant, côte à côte, une pièce d'habitation et une étable. Ces rangées étaient liées à la culture collective et au champ ouvert. On parle aussi de « barre ». Quant à « maison longue », l'expression, traduite de l'anglais long house, désigne, chez les spécialistes d'architecture rurale et les archéologues du Moyen Âge, une maison en longueur à pièce unique partagée entre humains à un bout et bétail à l'autre, cf. Typologie infra).
Il semble cependant que l'acception d'« ensemble de bâtiments contigus » soit antérieure aux spécialistes de géographie régionale. Dans un acte de 1640, il est question d'une « longère de logis, sur la rue de la Poissonnerie, à La Flèche, pour l'usage de l'Hôtel-Dieu ». Plus près de nous, une lettre du maire de Lorient aux commissaires de la Convention dans le Morbihan et le Finistère mentionne l’existence dans sa ville de « toute une longère de bâtiment renfermant le bureau du magasin général, la salle d’armes, la peinture, la caserne de la Cayenne », etc.. Ces deux exemples montrent que la longère, au sens de « rangée », qualifiait aux XVIIe et XVIIIe siècles aussi bien un ensemble de logements qu'un ensemble de bâtiments utilitaires occupant une parcelle en forme de bande.

### La longère dans le langage de l'immobilier
L'imprécision du terme de « longère » se retrouve dans le jargon immobilier où il a fait florès ces dernières décennies. Toute maison en longueur ou alignement de maisons devient une « longère », à laquelle on ajoute éventuellement le qualificatif de la province ou région où elle se trouve : « longère bretonne », « normande », « picarde », « percheronne », « poitevine », « tourangelle », « charentaise », « berrichonne », etc., ou encore qui est dite « de pays ». Selon le type d'habitat (dispersé ou groupé) auquel elle appartient, elle est baptisée « longère de campagne » ou « longère de village », « de ville ».

## La «maison à développement en longueur»

### Typologie

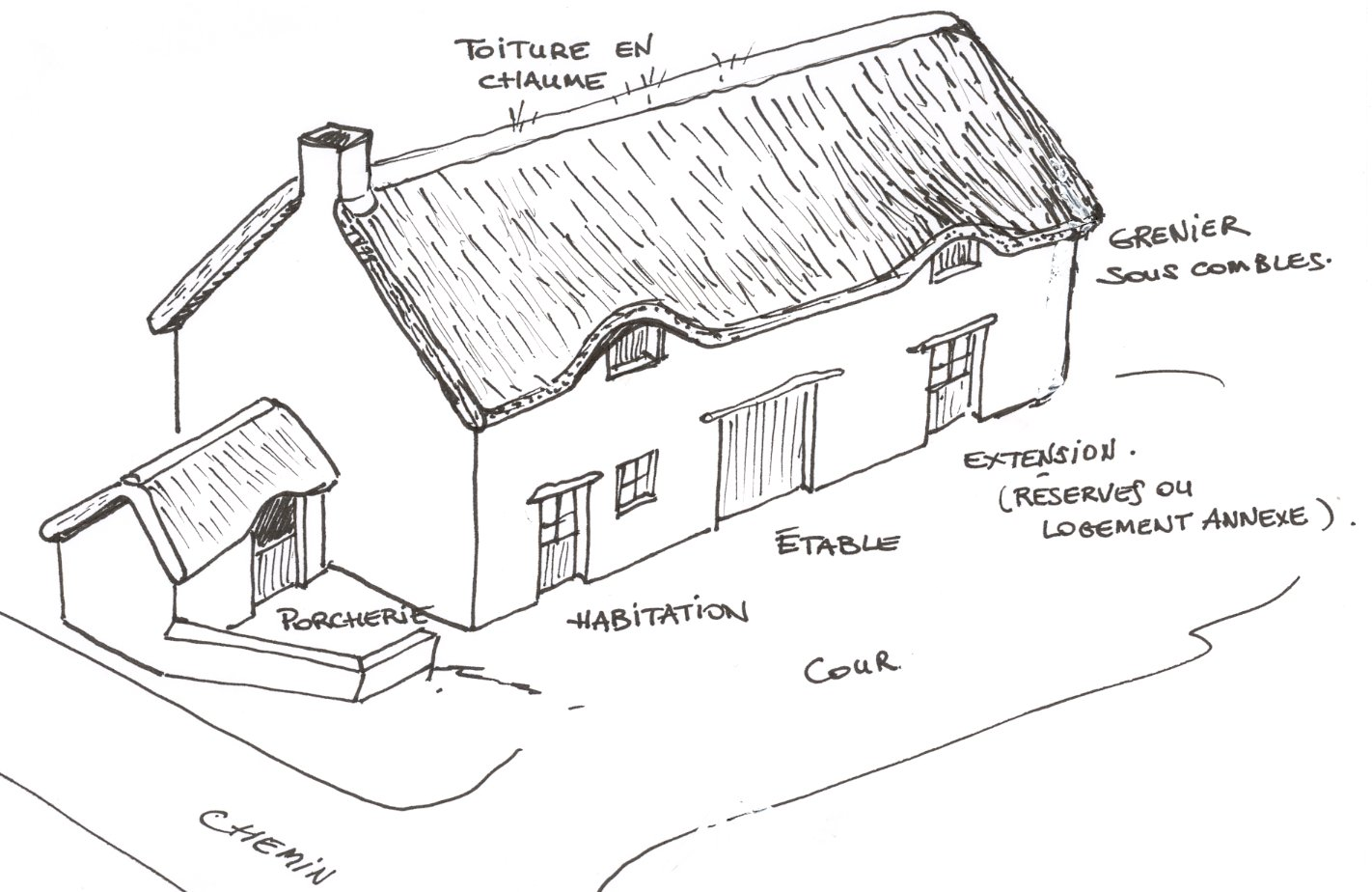
Longère du pays métais (nord de la commune de Guérande en Loire-Atlantique) alignant habitation, étable et réserve ou logement annexe.

Le concept s'applique à une maison dont la pièce d'habitation et la ou les pièces d'exploitation sont contiguës et bâties selon un plan linéaire, chaque pièce s'ouvrant directement sur l'extérieur par une porte.
Dans les longères purement paysannes, on distingue, selon l'articulation des locaux d'exploitation à la pièce d'habitation, quatre types :
- la longère à pièce unique commune aux hommes (à un bout) et aux animaux (à l'autre bout) (équivalent britannique : long-house, rendue en français par « maison longue »)[25],
- la longère à pièce d'habitation augmentée d'une étable,
- la longère à pièce d'habitation augmentée d'une grange-étable (équivalent britannique : laithe-house),
- la longère à étable ou à grange-étable dissociée, formant l'amorce d'une cour ouverte (en basse Bretagne, Périgord, Quercy).

Dans la longère à cohabitation des humains et du cheptel, le bétail était relégué à l'extrémité opposée au foyer, le sol étant en pente pour éviter que le purin n'envahisse la pièce. Dans le meilleur des cas, une cloison en planches séparait l'étable de la pièce d'habitation,.

### Matériaux
Les longères, au sens de maison à développement en longueur, étaient construites avec des matériaux disponibles localement à l'époque de leur construction (granit en Bretagne ou colombage en Normandie orientale par exemple).

### Confort
Les aménagements étaient des plus sommaires : une cheminée adossée au pignon avec un four extérieur, un évier ménagé en gouttereau à côté de la porte d'entrée. Le mobilier comportait une table (succédant au plateau sur tréteaux commun avant le XVIIe siècle) placée au centre ou contre la façade, des lits plus ou moins clos, un pétrin, un bahut (remplaçant le coffre où l'on rangeait vêtements et objets précieux), un vaisselier, une armoire, des bancs ou des chaises (ces dernières se généralisant après 1850),.

### Répartition
Les longères, au sens de maison à développement en longueur, étaient surtout répandues dans les régions d'habitat dispersé. On en trouve en Bretagne, Touraine, Mayenne, Anjou, Normandie, Picardie, Artois, dans le Poitou, le Morvan, le Maine, mais également en Île-de-France ainsi qu’en  Périgord, Quercy, Limousin, dans les départements du Cantal, de la Lozère et de l'Ariège.

### Statut social
La longère, au sens de maison à développement en longueur, était au XIXe siècle l'habitation du journalier possédant un lopin, du petit métayer, du petit exploitant et du petit artisan.

### Conservation
Conséquence de la mécanisation de l'agriculture et de l'exode rural qui en est résulté, beaucoup de longères sont devenues des résidences secondaires.

## Longères d'outre-mer

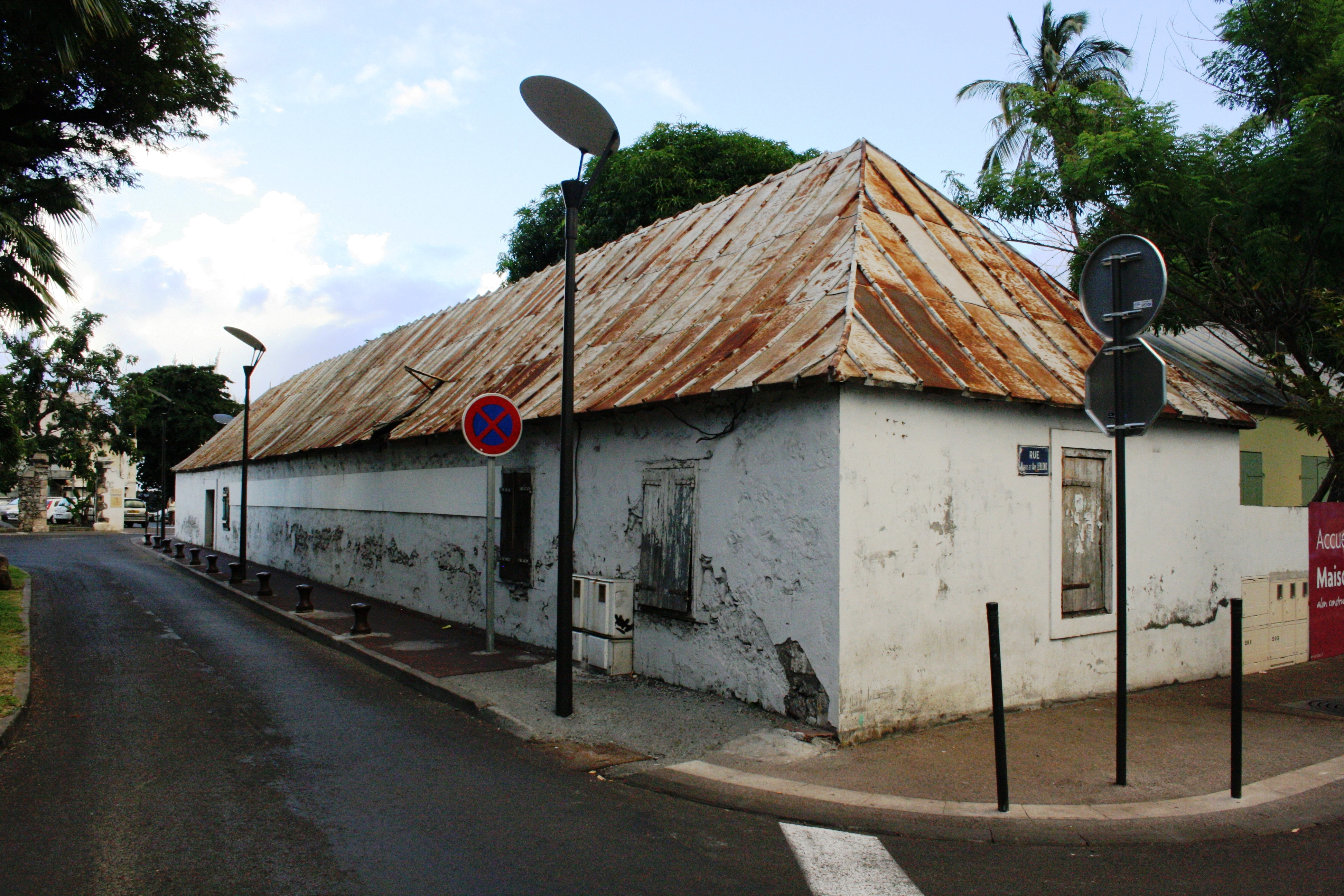
La « longère communale » de Saint-Paul à La Réunion.

### À La Réunion
Dans le département français d'outre-mer de La Réunion, on construisait autrefois des longères. Il existe, à Saint-Paul, un bâtiment en longueur du XIXe siècle dit « longère communale », qui a été inscrit à l'inventaire supplémentaire des Monuments historiques par arrêté du 13 décembre 2010. Construit en maçonneries de moellons enduites et badigeonnées en ocre jaune puis en blanc, il est couvert de tôles et ne présente aucun élément décoratif. Il a toujours eu une fonction de service.
Dans les grands domaines du temps de l'esclavage, les esclaves logeaient dans un « camp » composé de longères disposées en rangées espacées de quelques mètres, avec un lavoir commun. Chaque longère était construite en planches revêtues de bardeaux de bois, sous une toiture à double pente, couverte de bardeaux. L'espace intérieur était divisé en chambres de 3 m sur 3.

### Aux Seychelles
Dans la langue créole parlée par 95 % des habitants des Seychelles, une ancienne possession française, le mot lonzer désigne une « habitation longue et étroite ».

## Galerie

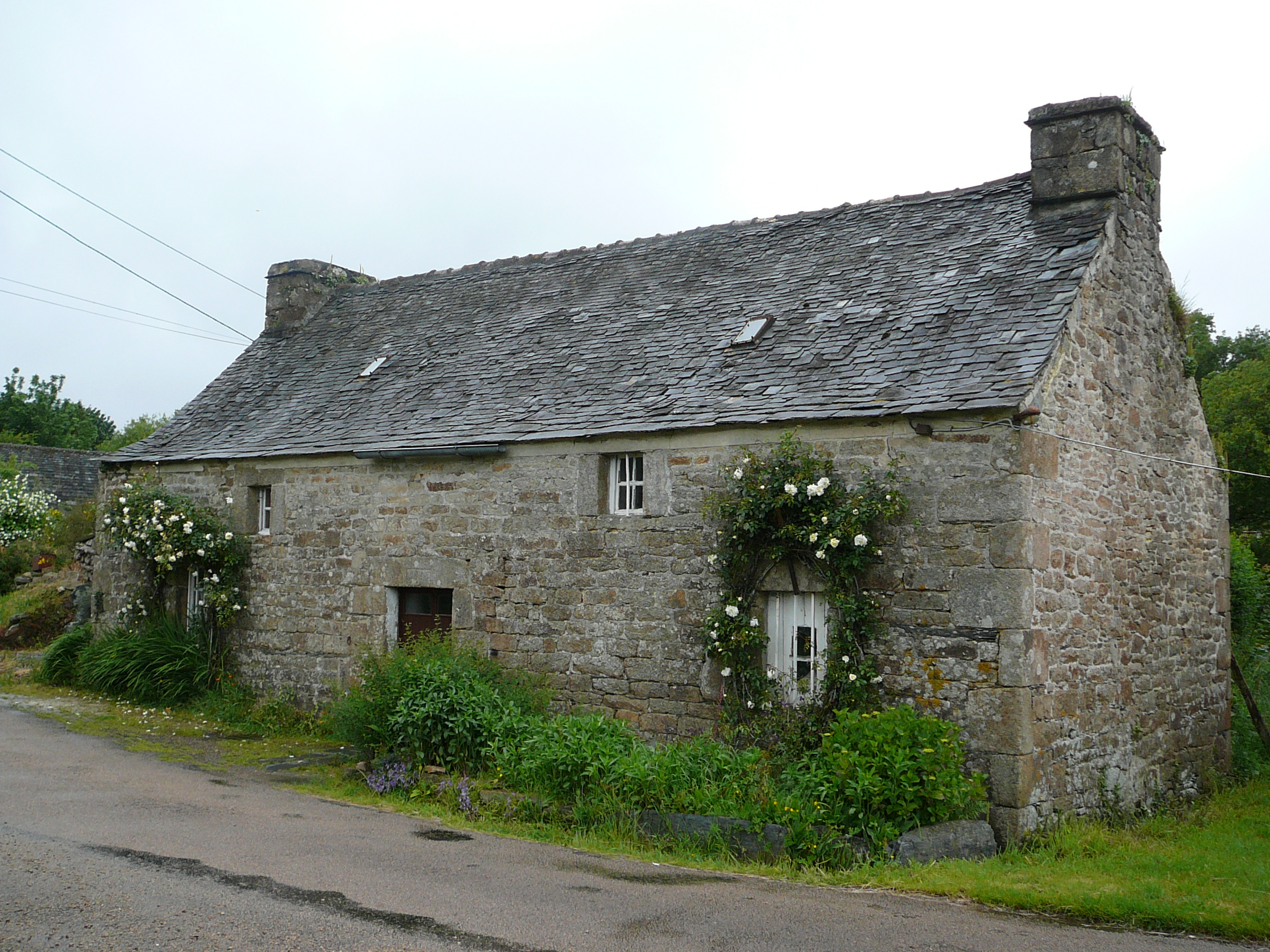
Longère à Botmeur (Finistère) (monts d'Arrée, Basse-Bretagne)
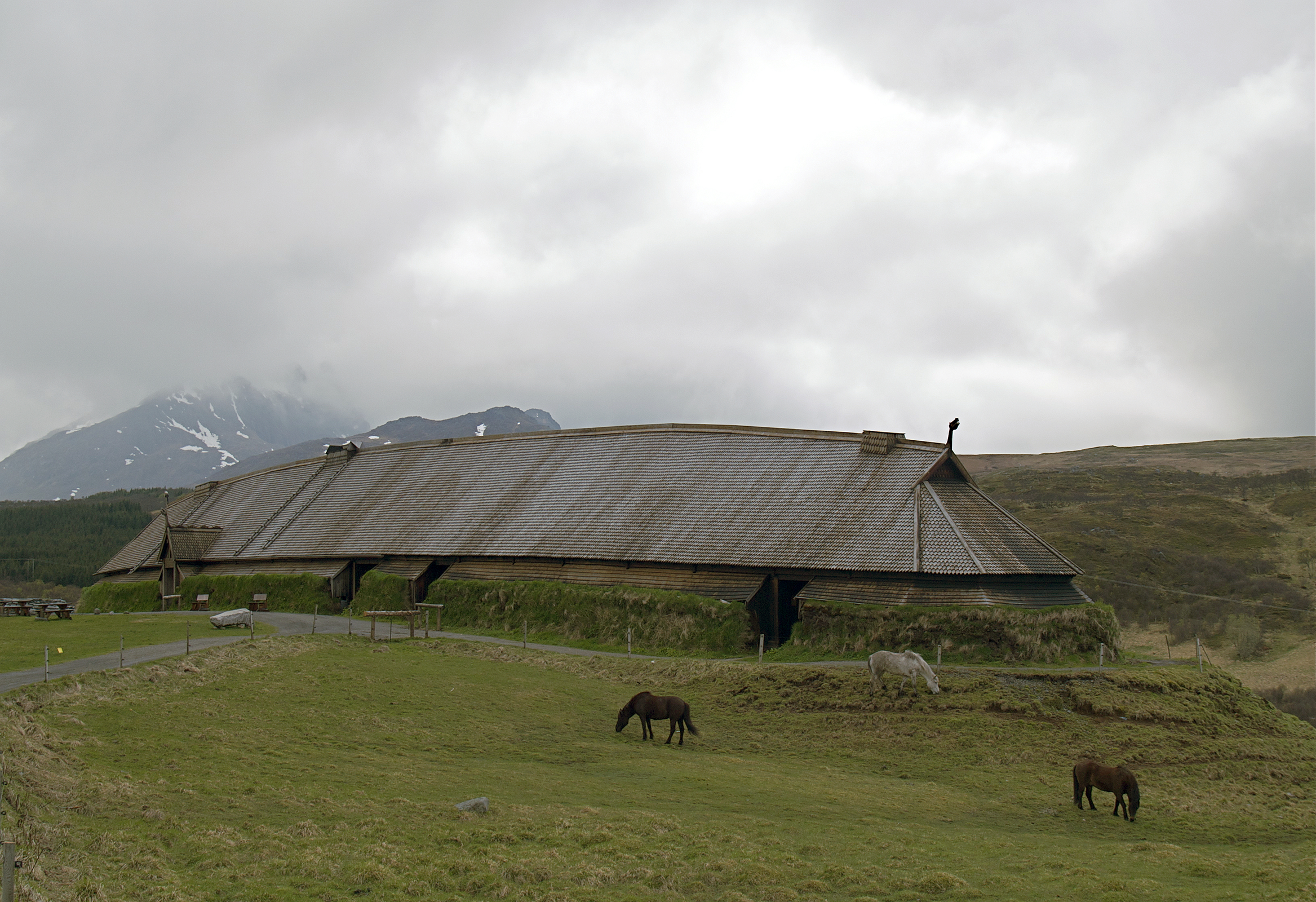
Longère viking reconstituée aux Lofoten, Norvège
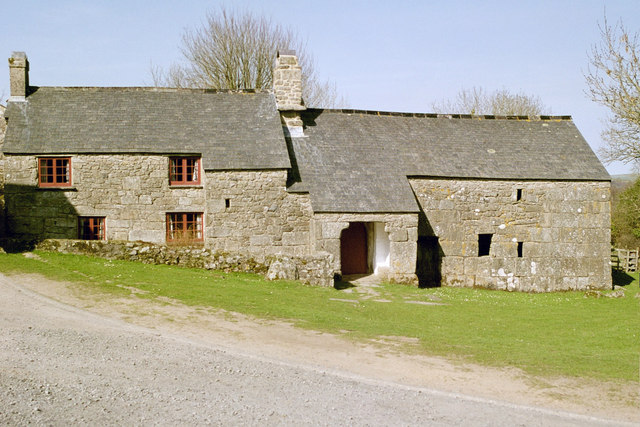
« Maison-longue » du Dartmoor, Devon, Angleterre : logis (dwelling) à gauche, étable (shippon) à droite, porche en saillie en façade
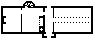
Plan de la « maison-longue » du Dartmoor, avec sa traversière (couloir transversal ouvert aux deux bouts d'où l'on accède au logis et à l'étable)